# Одеський морехідний фаховий коледж морського та рибопромислового флоту імені Олексія Соляника
«Одеський морехідний фаховий коледж морського та рибопромислового флоту імені Олексія Соляника» — заклад вищої освіти Міністерства освіти та науки України, розташований в Одесі.
Коледж є навчально-морським закладом України, готує командний плавсклад (морських офіцерів): судноводіїв, судномеханіків, суднових електромеханіків і холодильних механіків. Випускники коледжу, які пішли працювати в море, швидко стають капітанами, старшими механіками та старшими електромеханіками.

## Історія
Училище (Коледж від 20 березня 2018 р.) створене за рішенням Ради Міністрів СРСР 3 березня 1954 р. (Постанова № 365) для підготовки фахівців рибопромислового, транспортного, допоміжного флотів, а також берегових підприємств рибної промисловості.
20 березня 2018 р. «Одеське морехідне училище рибної промисловості імені Олексія Соляника» було перейменовано в «Одеський морехідний коледж рибної промисловості імені Олексія Соляника».
У 2020 році перейменований в «Одеський морехідний фаховий коледж морського та рибопромислового флоту імені Олексія Соляника».
Коледж є базовим навчальним закладом для розміщення державного замовлення на підготовку фахівців для підприємств, установ і організацій галузі.

## Опис коледжу
«Одеський морехідний фаховий коледж морського та рибопромислового флоту імені Олексія Соляника» — один із кращих вищих морських навчальних закладів України та міста Одеси, що має популярність на території колишнього СРСР і авторитет у всьому місті. Міністерством освіти та науки України коледж акредитований по II рівню.
Коледж є асоційованим членом Міжнародної асоціації лекторів морської англійської мови (Світовий морський університет, Швеція), Інституту морської інженерії та технології (Велика Британія), бере участь в міжнародній програмі по обміну студентами STEP UP (Лондон).
За увесь час своєї роботи ОМФК МРФ підготував близько 20 тисяч фахівців для торгового морського флоту України, країн колишнього СРСР і багатьох іноземних держав.

## Діяльність
Коледж випускає молодших спеціалістів на базі повної середньої освіти — 4 роки, випускнику видають диплом про присвоєння кваліфікації «молодший спеціаліст». Щоб остаточно отримати «бакалавра» курсант, закінчивши ОМФК МРФ, повинен довчитися півтора-два роки.
Також процес навчання для випускників не закінчується, коледж співпрацює з Національним університетом «Одеська морська академія» та Одеським національним морським університетом «ОНМУ».

## Навчання
Спеціальності, за якими проводиться навчання: 

### Річковий та морський транспорт
- Судноводіння на морських шляхах (Судноводійне відділення)
- Експлуатація суднових енергетичних установок (Судномеханічне відділення)
- Експлуатація електрообладнання та автоматики суден (Електромеханічне відділення)

### Енергетичне машинобудування
- Холодильні машини та установки (Холодильномеханічне відділення)

Кваліфікаційний рівень: молодший спеціаліст, також планується в найближчий майбутньому почати випускати бакалаврів.
Форми навчання: денна, заочна.

## Інфраструктура
| - Коледж - Курсантські екипажи - Бібліотека - Спорткомплекс - Медичний центр | - Майстерня - Камбуз - Кафе - Актова зала - Музей |